# 森忠哲
森 忠哲（もり ただあきら）は、播磨国赤穂藩8代藩主。赤穂藩森家14代。

## 略歴
天明8年（1788年）1月4日、7代藩主・森忠賛の四男として生まれる。享和元年（1801年）5月23日、父の隠居で家督を継ぎ、12月に従五位下・和泉守に叙位・任官する。
文化3年（1806年）に江戸藩邸が類焼するなど、藩財政が悪化するなどの中で、文学の発展に尽力したが、文化4年（1807年）5月25日に死去した。享年20。跡を弟で養子の可睦（後に改名して忠敬）が継いだ。
文学を好んだ忠哲は、森家累代の事績を明らかにするため、森家に残る書状や家臣の家に伝わる書状などを集めた書を『森家先代実録』と銘打ち、その編纂を意欲的に行っていたが志半ばで倒れ、完成には至らなかった。しかし、弟の可睦が忠哲の遺志を継いで文化6年（1809年）完成に至った。そのため、実録には「森忠賛閲・森忠哲纂輯・森可睦追考」と記されている。
この『先代実録』は、伝承レベルの記述も若干含むものの、戦国時代に活躍した森可成の頃からの森家の業績が、他の歴史書では窺いしれないような出来事まで仔細に調べられており、現在でも森家の事績を解き明かす上で史料価値の高い書となっている。

## 系譜
- 父：森忠賛（1758-1837）
- 母：堤氏
- 正室：津軽寧親娘
- 養子
  - 男子：森忠敬（1794-1824） - 森忠賛の十男